# 第一次対金戦争

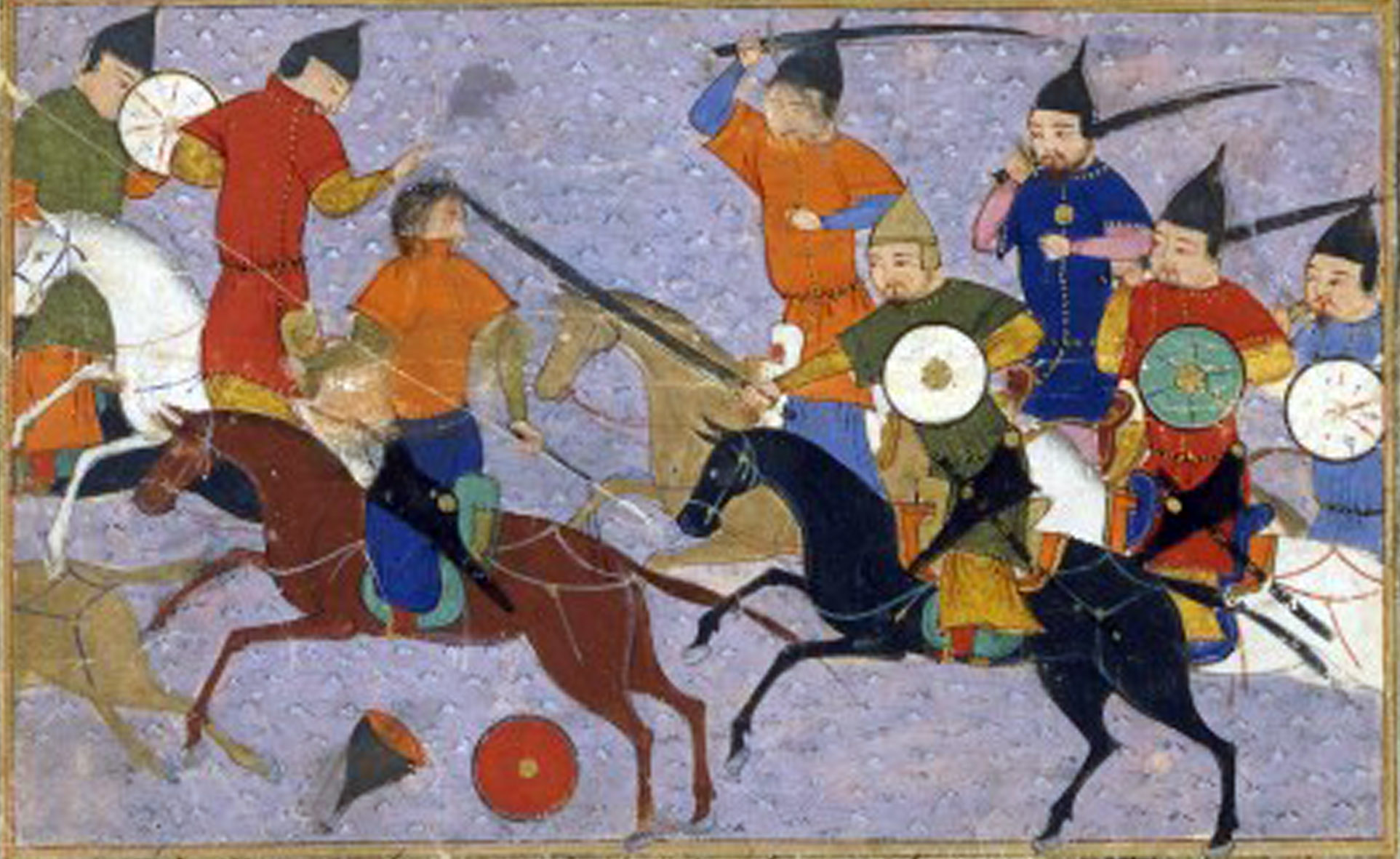
モンゴルと金朝の戦い（『集史』）

第一次対金戦争（だいいちじたいきんせんそう）は、13世紀にモンゴル帝国と金朝との間で行われた戦争。1211年から1215年までおこなわれ、モンゴル軍が大勝した。

## 背景
モンゴル高原では9世紀にウイグル可汗国が崩壊して以来、強力な統一政権が存在せず様々な遊牧民が部族連合を形成し、お互いに抗争していたが、12世紀末チンギス・カンにより統一されモンゴル帝国を形成した。
一方、金朝は世宗による政策にもかかわらず漢化が進み、弱さを露呈しつつあった。モンゴル帝国は強力な遊牧政権の常として周囲への勢力拡大を図り、その最初の目標として隣接する最も豊かな国、金朝を視野に収めつつあった。

## 経緯

モンゴル帝国の拡大。

モンゴル帝国はまず西夏との戦争を開始し、攻城戦に苦労したもののモンゴルの宗主権を認めさせ、また天山ウイグル王国も服属させ、後顧の憂いをなくした。1211年、ついに金朝と開戦したモンゴル帝国は兵力のほとんどを結集し、本拠地にはわずかの兵を残し、まさに総力戦とでも言うべき体制をとった。
モンゴル帝国はまず内蒙古にいた契丹系の遊牧軍団を服属させ、金朝の力を大いに削った。攻城戦では西夏遠征の時と同じく主要な都市の攻略には失敗したものの野戦では勝利を重ね、また略奪することを主な目的としたためモンゴル軍は迅速な行動に徹することができ、金朝を相手に野狐嶺の戦いをはじめとする勝利を重ねた。
1212年に金朝に対して反乱を起こした契丹人の耶律留哥への援軍としてジェベが派遣される。遼陽を攻撃したジェベは都市の守りが固いことを知ると奇襲をかけ、1213年1月に遼陽を制圧した。
また、1213年には将軍の胡沙虎によってクーデターがおこり、衛紹王が殺され胡沙虎自身も殺されたことで金朝は混乱を極め、しだいに金朝の首都の中都（大興府）は孤立していった。そこで中都を包囲したモンゴル軍は金朝に「城下の盟」を求め、金朝もそれに応じたことで、いったんモンゴル軍は内蒙古に退いた。
しかし、モンゴルを避けるため宣宗が南の開封に逃れようとした際に契丹系などの諸族の混成軍が反乱を起こし、モンゴルに援軍を求めたため、モンゴル軍は再び南下して中都を落とし、モンゴルと金朝の戦闘は終了した。

## 後の影響
この戦争の結果、金朝は黄河より北のほとんどの領地を捨て、一地方政権に転落した。この結果、東アジア諸国の力関係は激変し、金朝の本土である満洲ではモンゴルに投降する集団が数多く出た。
また一連の戦闘において、誕生したばかりのモンゴル軍は攻城戦をはじめとして様々な経験をつけ、後の征服戦争に役立てられることになる。